# Pseudotrichia minor
Pseudotrichia minor är en svampart som beskrevs av Munk 1952. Pseudotrichia minor ingår i släktet Pseudotrichia, ordningen Pleosporales, klassen Dothideomycetes, divisionen sporsäcksvampar och riket svampar.   Inga underarter finns listade i Catalogue of Life.